# Гмыря, Пётр Арсентьевич
Пётр Арсе́нтьевич Гмы́ря (21 декабря 1905, Николаев, Херсонская губерния — 7 февраля 1967, Коммунарск, Луганская область) — советский металлург, директор орденоносного завода имени Ворошилова (Ворошиловск, УССР) и КМЗ (Коммунарск, УССР) (1937—1961), Герой Социалистического Труда (1956), почётный гражданин города Коммунарск (1965).

## Биография
Родился 21 декабря 1905 года в городе Николаев в семье рабочего.
Трудовую деятельность начал в 1921 году.
В 1935 году окончил Промышленную академию в Москве, работал на Донецком металлургическом заводе: диспетчер, мастер, начальник смены мартеновского цеха.
В 1937—1961 годах — директор металлургического завода имени Ворошилова в городе Ворошиловск, центре административного района Луганского округа Донецкой, с 1938 года — Ворошиловградской области УССР.
В период оккупации города (1942—1943) возглавлял Магнитогорский калибровочный завод. После освобождения города снова руководил металлургическим комбинатом, его реконструкцией и дальнейшим развитием.
Как директор градообразующего предприятия, много сделал для развития города — строительства жилья, учебных заведений (Ворошиловский горно-металлургический институт, индустриальный техникум, училища, школы), медицинских и дошкольных учреждений, благоустройства города, развития коммунального хозяйства, культуры (библиотеки, музыкальная школа, кинотеатры), спорта, парка культуры и отдыха и другого.
В 1954 году, благодаря находчивости и настойчивости П. А. Гмыри, был пущен алчевский троллейбус.
Депутат Верховного Совета УССР ІІІ (1952—1955) и IV (1955—1959) созывов.
С 1962 года на пенсии, руководил народным контролем на комбинате.
Умер 7 февраля 1967 года.

## Память
- Одна из улиц города Алчевск носит имя П. А. Гмыри;
- 14 июля 2006 года на перекрёстке улиц Гмыри и Ленина был открыт памятник Петру Арсентьевичу Гмыре.